# Alphinellus minimus
Alphinellus minimus là một loài bọ cánh cứng trong họ Cerambycidae.